# Chlorek protaktynu(V)
Chlorek protaktynu(V), PaCl5 – nieorganiczny związek chemiczny z grupy chlorków, w którym protaktyn występuje na stopniu utlenienia V. 
Tworzy żółte jednoskośne kryształy, w których bipiramidy pentagonalne PaCl7 tworzą nieregularne nieskończone łańcuchy połączone brzegami pięciokątów. Protaktyn przyjmuje w nich dość rzadką liczbę koordynacyjną 7. 
Topi się w temperaturze 306 °C, jednak przed jej osiągnięciem intensywnie sublimuje.
Otrzymany po raz pierwszy przez A.V. Grossego i M.S. Agrussa w 1934 roku z Pa2O5:
Pa2O5 + 5COCl2 _550 °C_͕ 2PaCl5↑ + 5CO2↑
Można go też otrzymać przez ogrzewanie Pa2O5 z CCl4 w temperaturze ok. 200 °C i oczyszczenie za pomocą sublimacji frakcyjnej (w celu oddzielenia od mniej lotnego produktu ubocznego, PaOCl3.